# Hope for the Future
"Hope for the Future" é uma canção do cantor e compositor britânico Paul McCartney, lançado em dezembro de 2014 no iTunes.
A canção, lançada como single em formato EP, foi escrita como parte da trilha sonora do jogo da Activision Destiny, lançado em Setembro do mesmo ano. Tendo uma versão em video divulgada pelo músico, as imagens da produção mesclam imagens do universo do jogo com hologramas de Paul.
A versão single veio com mais quatro versões distintas.

## Faixas
1. "Hope for the Future" (main)
2. "Hope for the Future" (Thrash)
3. "Hope for the Future" (Beatsessions)
4. "Hope for the Future" (Jaded Mix)
5. "Hope for the Future" (Mirwais Mix)